# Ippopotamo di Allenton

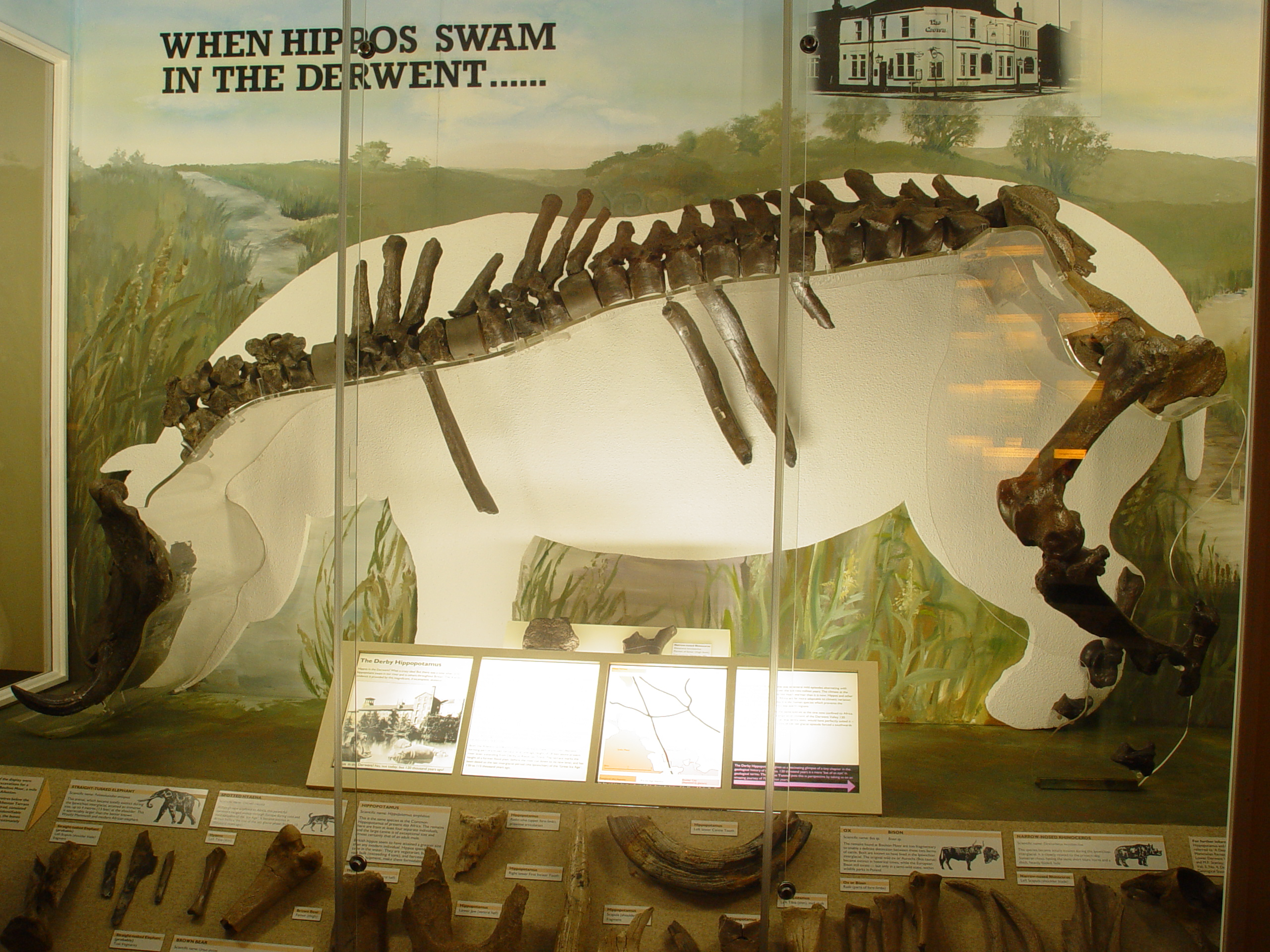
I resti dello scheletro conservati nel Museo di Derby

L'ippopotamo di Allenton è lo scheletro di un ippopotamo (Hippopotamus amphibius) che è stato trovato ad Allenton, Derby, in Inghilterra nel 1895; è lungo 3 metri (9,8 piedi). Lo scheletro è esposto oggi nel Derby Museum and Art Gallery presso il quale si trova anche una scultura, abbastanza vicina al luogo del ritrovamento, che celebra la scoperta.

## Descrizione
Il sobborgo di Derby chiamato Allenton era un villaggio a 5 km (3 miglia) dal Derby. Durante lo scavo nel villaggio, eseguito nel marzo 1895, di un nuovo pozzo presso il Crown Inn, si sprigionò un cattivo odore tale che il lavoro venne interrotto e di lì a poco furono ritrovate delle ossa grandi e di forma insolita. Diverse persone importanti accettarono di finanziare ulteriori indagini purché i risultati fossero in seguito condivisi con la comunità dei cittadini. Lo scavo fu esteso fino a quando non risultò largo ben 4,5 metri quadrati (48 piedi quadrati) mentre la profondità, benché risultasse non percepibile dall'esterno per la presenza d'acqua, arrivò a 1,8 metri (6 piedi) dalla superficie. Una volta ottenute le pompe idrauliche gli uomini addetti allo scavo riuscirono a prosciugare lo scavo abbastanza per continuare il lavoro: tutto ciò venne osservato da H.H. Bemrose e R.M. Deeley che in seguito redassero un resoconto delle operazioni di scavo.
Furono scoperte 127 ossa che provenivano per lo più da un ippopotamo, mentre altre appartenevano ad alcuni rinoceronti ed elefanti. Arnold Bemrose prese queste ossa come prova certa che la Gran Bretagna fosse stata una volta collegata all'Europa, in quanto questa era la spiegazione più ovvia per il fatto che le medesime ossa fossero state ritrovate in Inghilterra, in Europa e sotto il Mare del Nord.
Come concordato dalle persone che avevano finanziato l'operazione, le ossa furono donate al Derby Museum, che allora era aperto già da sedici anni.
Nel luglio 1973 alcuni operai scoprirono durante degli scavi per una fogna nella vicina Boulton Moor frammenti di ossa, ed alcuni di questi sono conservati nel Derby Museum and Art Gallery. Furono ritrovate ossa di orsi, cervi, buoi e molte ossa di ippopotami, rinoceronti ed elefanti. Questi risultati contribuirono alla scoperta di uno dei più grandi denti di ippopotamo che si sia mai trovato in Gran Bretagna.
L'ippopotamo di Allenton, ed i resti di altri animali ritrovati presso la vicina Boulton Moor, provenivano tutti da una zona nota come la Allenton Terrace, un deposito di ghiaia di fiume a circa 6 metri (20 piedi) sotto il livello dell'attuale fiume Derwent. Questi depositi sono stati datati al periodo della Interglaciazione Riss-Würm, circa 120.000 anni fa: la presenza di un ippopotamo indica che il clima era più caldo di oggi e che gli inverni non avrebbero avuto lunghi periodi di gelo e che la temperatura media estiva sarebbe stata di diciotto gradi Celsius.

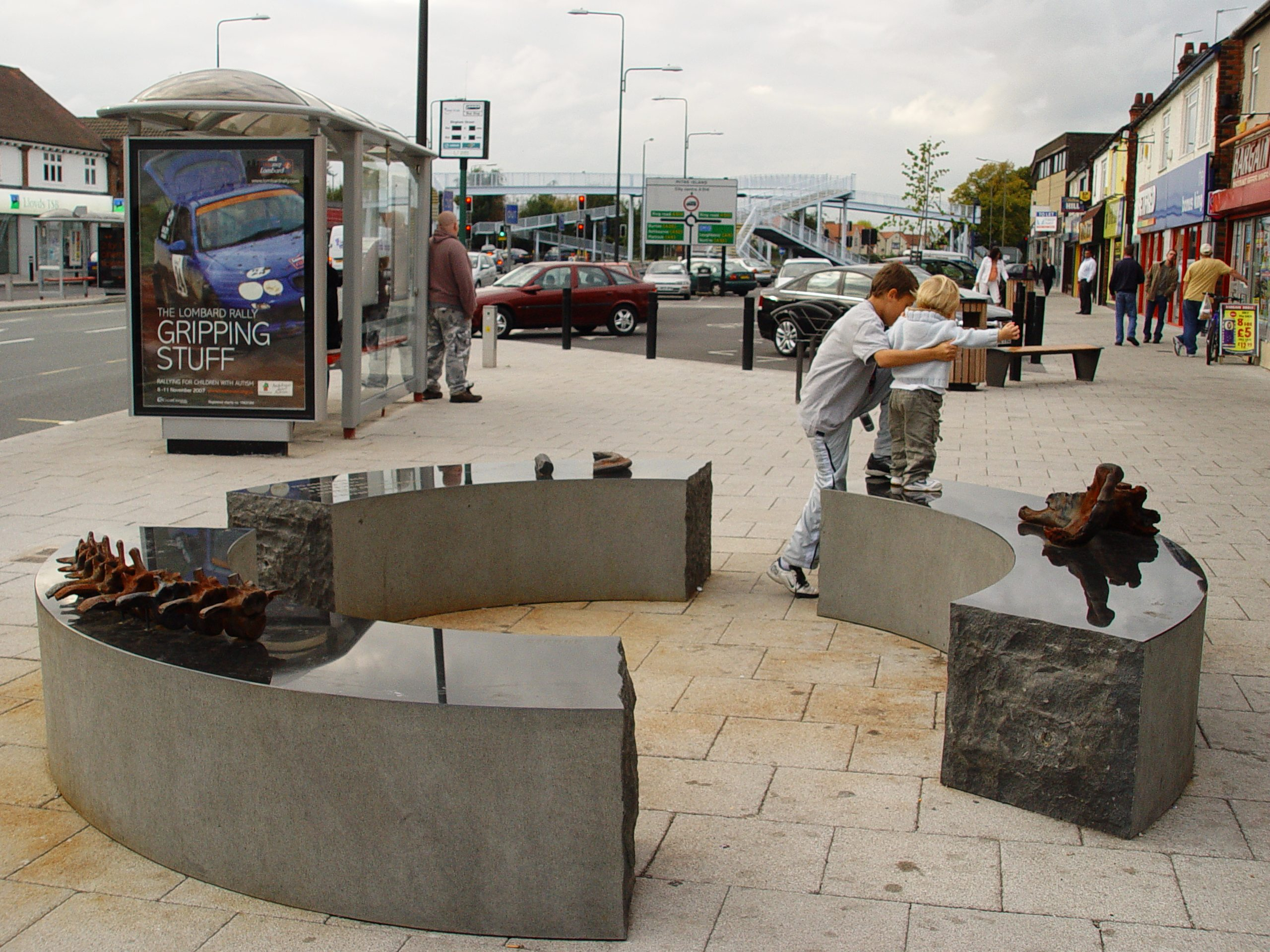
La scultura ad Allenton

Nel 2006 Michael Dan Archer fu incaricato di creare una scultura per Allenton. Le discussioni nella città si indirizzarono al desiderio di avere qualcosa che riflettesse la storia della zona. La scultura di Archer è costituita da tre sezioni di un anello spezzato di granito nero dalle dimensioni sufficienti per formare un sedile. Sopra la superficie in granito lucidato sono fissate delle copie ghisa delle ossa che compongono lo scheletro dell'ippopotamo. A parte la mascella inferiore, che è stata ricavata da un modello in creta, una selezione delle altre ossa fu prelevata dal Derby Museum per essere portata alla Loughborough University, dove tramite un procedimento con il laser venne creato un modello 3D dal computer, che servì per ricavare quelle copie esatte delle ossa scelte da Archer per essere replicate in metallo.